# Alienation
Alienation (с англ. — «Отчуждение») — компьютерная игра в жанре шутера с видом сверху с элементами action/RPG, разработанная финской студией Housemarque и изданная компанией Sony Interactive Entertainment в апреле 2016 года эксклюзивно для игровой консоли PlayStation 4. Игра представляет собой изометрический твин-стик шутер, в котором игроки отражают инопланетное вторжение на Землю, проходя всё более сложные уровни. Игрок выбирает один из трёх классов бойца, каждый из которых обладает своими способностями. В игре также можно улучшать своё оружие с помощью предметов коллекционирования.
О разработке Alienation стало известно в начале января 2014 года, а официальный анонс состоялся на пресс-конференции Sony на Gamescom того же года. В следующем году разработчики опубликовали подробности геймплея и классов, а также показали первый трейлер. Изначально планировалось, что игра выйдет «примерно в 2015 году», позже дата релиза была перенесена на март 2016 года. После ещё одной задержки шутер вышел в апреле в рамках рекламной кампании Sony, в ходе которой вышло шесть игр за семь недель. Alienation получила в основном положительные отзывы от критиков — её хвалили за геймплей и кооперативную игру, но критиковали за отсутствие локального мультиплеера и однообразие в плане оружия. Позже игра получила несколько бесплатных и платных обновлений, в одном из которых была добавлена локальная кооперативная игра.

## Игровой процесс

Скриншот из игры. В левом верхнем углу расположена мини-карта, в левом нижнем — оружие и навыки бойца. В правом нижнем — уровень игрока

Alienation представляет собой изометрический твин-стик шутер, действие которого разворачивается в будущем. По сюжету, на планету Земля вторгается инопланетная раса «Ксеносы» (англ. Xenos). Бо́льшая часть населения мутировала или умерла, и теперь судьба человечества зависит от группы солдат из UNX, созданной для предотвращения атак инопланетян и борьбы с ними. В Alienation присутствует однопользовательский режим, локальный кооператив и мультиплеер, в котором могут играть до четырёх человек. Каждый игрок управляет модифицированным бойцом одного из трёх классов: «Биоспециалист» (англ. Bio-Specialist), «Танк» (Tank) и «Диверсант» (Saboteur). Каждый боец определённого класса обладает собственным оружием, механикой передвижения и навыками; его можно «прокачать» до тридцатого уровня. «Биоспециалист» лечит команду, а также выпускает наноботов для атаки врагов. «Танк» обладает толстой бронёй и создаёт щит, за которым могут стоять игроки. «Диверсант» атакует в ближнем бою, может маскироваться и вызывать поддержку с воздуха. Игроки защищаются от орд инопланетян; уровни постепенно становятся сложнее. В мультиплеере игроки могут оживлять друг друга и использовать респаун в случае гибели.
Игроки могут находить новое оружие совершенно случайно. Во многих видах оружия есть прорези для установки, куда можно вставить улучшения в виде ядер, влияющие на скорострельность, размер обоймы, урон или другие характеристики. Предметы и добыча выпадают после нейтрализации врагов, но на то, чтобы их забрать, даётся ограниченное время. Каждая добыча обладает такой характеристикой, как «степень редкости», которая имеет несколько градаций, начиная с «обычной» и заканчивая «легендарной». Ненужные предметы игрок может превратить в «металл», который используется для изменения характеристик оружия. Прицеливание осуществляется путём наведения синего лазера туда, куда игрок хочет выстрелить. Игроки также могут «бросаться в атаку и вступать в ближний бой», сбивая с ног сразу множество противников, чтобы освободить себе больше пространства.
Когда у игрока набирается достаточно очков опыта, его уровень повышается. Эти очки можно потратить на три активные и три пассивные способности, которые можно выбрать из нескольких вариантов трёх деревьев умений. После того, как игрок использовал конкретную способность, требуется определённое время на её «восстановление». Очки могут быть перенесены с одного древа навыков в другое в любое время. Когда игрок погибает, его счётчик очков автоматически сбрасывается. После завершения сюжетной кампании игроку открываются миссии и квесты, в которых можно получить ценные награды, при этом игроку предстоит столкнуться с ещё более сложными врагами и пройти процедурно генерируемые локации. В конце игры игрок получает два типа ключей UFO и Ark — первый тип используется для поиска добычи, а второй нужен для режима в roguelike-формате, в котором необходимо проникнуть в штаб-квартиру «Ксеносов».

## Разработка и выпуск
Мы с радостью признаём, что мы действительно что-то заимствуем из игр, которые, по нашему мнению, являются одними из величайших в истории, но затем мы создаём в своём стиле. К примеру, мы часто играем в Dark Souls и Demon’s Souls для вдохновения, затем мы берём концепцию, которая нам нравится, и пытаемся улучшить её или внести в неё какую-то изюминку.
Alienation была разработана финской студией Housemarque и издана Sony Interactive Entertainment. Игра вышла 26 апреля 2016 года эксклюзивно для консоли PlayStation 4. Официальный анонс шутера состоялся на пресс-конференции Sony на Gamescom 2014 года, хотя первые упоминания об игре случились в январе. В апреле 2014 года Микаэль Хавери из Housemarque в своей статье, опубликованной в блоге PlayStation, написал, что на создание многих своих игр его вдохновляют другие игровые проекты. Говоря об Alienation, он отмечал, что в ней будет то, чего игроки раньше не видели: к примеру, улучшенная механика взрывов. Он также отмечал возможность отсылок к другим своим играм подобно тому, как в Dead Nation были корабли из Resogun.
В апреле 2015 года разработчики опубликовали подробности геймплея, заявив, что в игре будет три класса персонажей, а также «много добычи и тонна настроек оружия». Также были опубликованы более подробные характеристики противников. Уже на следующий день компанией Housemarque был выложен видеоролик с демонстрацией кооперативного геймплея. В начале 2016 года Alienation была представлена на выставке PlayStation Digital Showcase от Sony.
Sony объявила, что Alienation выйдет «примерно в 2015 году». Позже релиз был отложен до 2 марта 2016 года, затем до 23 марта и, в конце концов, до 26 апреля. Последняя задержка была связана с тем, что Alienation стала частью акции PlayStation Store Launch Party, в ходе которой разные издатели выпустили шесть игр за семь недель. В мае 2017 года Alienation стала временно бесплатной игрой месяца для подписчиков PlayStation Plus.

### Обновления
В начале июля 2016 года в Alienation добавили рейтинговые лиги и локальный кооперативный режим. Были добавлены новые возможности кастомизации оружия, включая новые цвета лазера для прицеливания, и два новых уровня сложности. 5 июля был показан сезонный абонемент и «Набор выжившего», а также появились упоминания о предстоящем «Наборе воина». 23 августа Housemarque представили три набора оружия, красок для брони и «Набор героя-ветерана», все они были включены в сезонный абонемент. В августе также ввели еженедельные миссии и ещё один уровень сложности.

## Отзывы критиков
| Сводный рейтинг       | Сводный рейтинг |
| Агрегатор             | Оценка          |
| --------------------- | --------------- |
| GameRankings          | 79,33 %         |
| Metacritic            | 79/100          |
| Иноязычные издания    |                 |
| Издание               | Оценка          |
| Destructoid           | 8,5/10          |
| Game Informer         | 7,75/10         |
| GameSpot              | 8/10            |
| GamesRadar+           | [ 8 ]           |
| IGN                   | 8,7/10          |
| USgamer               | [ 25 ]          |
| Русскоязычные издания |                 |
| Издание               | Оценка          |
| 3DNews                | 8/10            |
| StopGame.ru           | «Похвально»     |
| «НИМ»                 | 6,2/10          |

Согласно сайту-агрегатору Metacritic, Alienation получила 79 баллов из 100, что по критериям сайта указывает на «в основном положительные отзывы».
Многие рецензенты высоко оценили твин-стик механику игры, а Джордан Девор из Destructoid назвал Alienation «одним из самых приятных твин-стик шутеров», в которые он играл. Мэтт Миллер из Game Informer написал, что в многопользовательском режиме присутствует один из лучших игровых режимов в своём жанре. По словам Бена Тайрера из GamesRadar, карты игры, возможно, и не запоминаются, но механика твин-стик шутера и дизайн остаются на хорошем уровне.
Критики предпочли кооперативный игровой процесс одиночной игре, но их смутило отсутствие локального кооператива. Джейсон Д’Эйприл из GameSpot похвалил кооперативный геймплей, но остался разочарован отсутствием локальной игры. Дэвид Дженкинс из британской газеты Metro хвалил «несмотря ни на что весёлый» кооператив. Джаз Ригнолл из USGamer остался озадачен тем, что на релизе у Alienation нет локальной игры, заявив, что «это была бы идеальный проект для совместной игры на диване». Хотя Бену Тайреру игра и понравилась, он также посчитал, что от наличия «напряжённой,  изматывающей кооперативной игры на диване» игра только выиграет. Мэтт Миллер предпочёл кооператив одиночной игре.
Рецензенты отмечали отсутствие в игре разнообразия оружия и боеприпасов. По словам Винса Индженито из IGN, в Alienation недостаточно видов оружия, также он остался разочарован тем, что многие пушки выглядят и ведут себя абсолютно одинаково. Джордан Девор написал, что даже после обновлений арсенал в игре слишком мал. Мэтт Миллер отмечал, что у него постоянно заканчивались патроны, что мешало получать удовольствие.
Джейсон Д’Эйприл ругал Alienation за отсутствие паузы даже в одиночной игре. Дэвид Дженкинс посчитал дизайн противников невыразительным, но саму графику он назвал достойной. По словам рецензентов из GamesTM, у Housemarque не очень хорошо получилось смешать два элемента геймплея — систему постепенного накопления ресурсов и повторение этапов для увеличения очков опыта.